# 密果木蓝
密果木蓝（学名：Indigofera densifructa）为豆科木蓝属下的一个种。

## 扩展阅读
- 維基物種上的相關：密果木蓝